# HardWare.fr
 (juillet 2024).
Pour les articles homonymes, voir HFR.
HardWare.fr aussi connu sous le nom de HFR est un site français lancé en mai 1997 sous le nom d'achat PC, site qui traite essentiellement de matériel informatique (hardware en anglais) via des articles et auquel est rattaché un forum de discussion très fréquenté.

## Histoire
Le site sort le 10 mai 1997 pendant que Marc Prieur, le créateur du site, prépare le baccalauréat. En 1998 achat du nom de domaine hardware-fr.com, hébergé chez Digiweb. Le design du site historique a été réalisé par la société Web-O-Matic, de Pierre LECOUR, qui réalisera plus tard le site de Eurisko. En juin 2000, le site de vente sur internet LDLC rachète le site HardWare.fr. En novembre 2004, le site lance BeHardware.com, sa version anglophone, fermé depuis mars 2015.
En juin 2007, le site accumule 7,5 millions de visites mensuelles avec 35 millions de pages vues. Le site possède une communauté de plus de 700 000 membres inscrits sur le forum.
Le 10 mai 2018, après une annonce du fondateur, le site cesse tout contenu éditorial.

## Versions du logo